# Park Hyun-seo
Park Hyun-seo – południowokoreański zapaśnik w stylu klasycznym. Srebrny medalista mistrzostw Azji w 1992 roku.